# Phillip Rhys
Pour les articles homonymes, voir Rhys.
Phillip Rhys est un acteur anglais, né le 14 juin 1974 dans le quartier londonien d'Upper Norwood.

## Biographie
Il est né à Upper Norwood, un quartier du sud-est de Londres.

## Filmographie

### Cinéma
- 1997 : The Others : Austin Cole
- 1998 : Woundings : Julian Burns
- 1999 : Kill the Man : Seth
- 1999 : The Fear : Mitch
- 2000 : Punks : Rodney
- 2000 : Farewell, My Love (en) de Randall Fontana : Luc
- 2007 : Americanizing Shelley : Neil Brar
- 2010 : The Space Between : Maliq
- 2011 : Les Aventures de Tintin : Le Secret de La Licorne : le copilote et le médecin français
- 2013 : Salomé : le jeune syrien
- 2014 : The Magnificent Eleven : Ramesh
- 2015 : Life in Color : Christopher
- 2017 : Emotional Rescue : Brendan

### Télévision
- 1999 : Undressed (MTV's Undressed) : Jonathan (5 épisodes)
- 2000 : Associées pour la loi : Justin (1 épisode)
- 2002 : Flatland : Quentin Mitchell (22 épisodes)
- 2002-2003 : 24 heures chrono : Reza Naiyeer (11 épisodes)
- 2003-2005 : Nip/Tuck : Jude Sawyer (6 épisodes)
- 2004 : Century City : Dennis Sanchez (1 épisode)
- 2004 : North Shore : Hôtel du Pacifique : Adrian Webber (1 épisode)
- 2005 : NCIS : Enquêtes spéciales : Yussif (1 épisode)
- 2007 : Shark : Philip Singh (1 épisode)
- 2007 : Eyes : Marwan Al-Rashid (1 épisode)
- 2007 : Bones : Clark Lightner (1 épisode)
- 2008-2010 : Survivors : Aalim Sadiq (12 épisodes)
- 2010 : Warehouse 13 : Perry (1 épisode)
- 2011 : Les Experts : Prince Hamad Al Maktoum (1 épisode)
- 2013 : Glee : Martin (1 épisode)
- 2015 : Doctor Who : Ramone (1 épisode)
- 2015 : Tripped : Pete (3 épisodes)
- 2018 : "Nightflyers (série télévisée)" : Murphy
- 2019-2020 : Tell Me a Story : Damian Hewitt